# Тариморо (муниципалитет)
Тариморо (исп. Tarimoro) — муниципалитет в Мексике, штат Гуанахуато, с административным центром в одноимённом городе. Численность населения, по данным переписи 2010 года, составила 35 571 человек.

## Общие сведения
Название Tarimoro с языка тараско можно перевести как место ивы.
Площадь муниципалитета равна 334 км², что составляет 1,09 % от общей площади штата, а наивысшая точка расположена в поселении Льяно-Гранде и равна 2312 метрам.
Тариморо граничит с другими муниципалитетами штата Гуанахуато: на севере с Селаей, на северо-востоке с Апасео-эль-Альто, на востоке с Херекуаро, на юге с Акамбаро, на западе с Сальватьеррой, и на северо-западе с Кортасаром.

## Учреждение и состав
Муниципалитет был образован в 1857 году, в его состав входит 85 населённых пунктов, самые крупные из которых:
| Код INEGI | Населённый пункт                                                                              | Численность населения (2005 год) | Численность населения (2010 год) |
| --------- | --------------------------------------------------------------------------------------------- | -------------------------------- | -------------------------------- |
| 039       | Всего                                                                                         | 33014                            | 35571                            |
| 0001      | Тариморо (исп. Tarimoro) 20°17′19″ с. ш. 100°45′29″ з. д.                                     | 10800                            | 12188                            |
| 0022      | Ла-Монкада (исп. La Moncada) 20°17′05″ с. ш. 100°48′18″ з. д.                                 | 4130                             | 4377                             |
| 0026      | Паналес-Хамайка (исп. Panales Jamaica) 20°17′44″ с. ш. 100°49′23″ з. д.                       | 2073                             | 2250                             |
| 0015      | Фьеррос (исп. Los Fierros) 20°11′38″ с. ш. 100°45′33″ з. д.                                   | 1553                             | 1633                             |
| 0002      | Эль-Асебуче (исп. El Acebuche) 20°13′21″ с. ш. 100°44′23″ з. д.                               | 1508                             | 1542                             |
| 0016      | Галера-де-Паналес (исп. Galera de Panales) 20°17′33″ с. ш. 100°48′44″ з. д.                   | 1311                             | 1362                             |
| 0030      | Сан-Хуан-Баутиста-Какалоте (исп. San Juan Bautista Cacalote) 20°20′53″ с. ш. 100°47′18″ з. д. | 1207                             | 1241                             |
| 0031      | Сан-Николас-де-ла-Кондеса (исп. San Nicolás de la Condesa) 20°13′59″ с. ш. 100°46′53″ з. д.   | 997                              | 1016                             |

## Экономика
По статистическим данным 2000 года, работоспособное население занято по секторам экономики в следующих пропорциях: сельское хозяйство, скотоводство и рыбная ловля — 32,5 %, промышленность и строительство — 31,8 %, сфера обслуживания и туризма — 33,1 %, прочее — 2,5 %.

## Инфраструктура
По статистическим данным 2010 года, инфраструктура развита следующим образом:
- электрификация: 98,3 %;
- водоснабжение: 97,6 %;
- водоотведение: 89,8 %.

## Фотографии

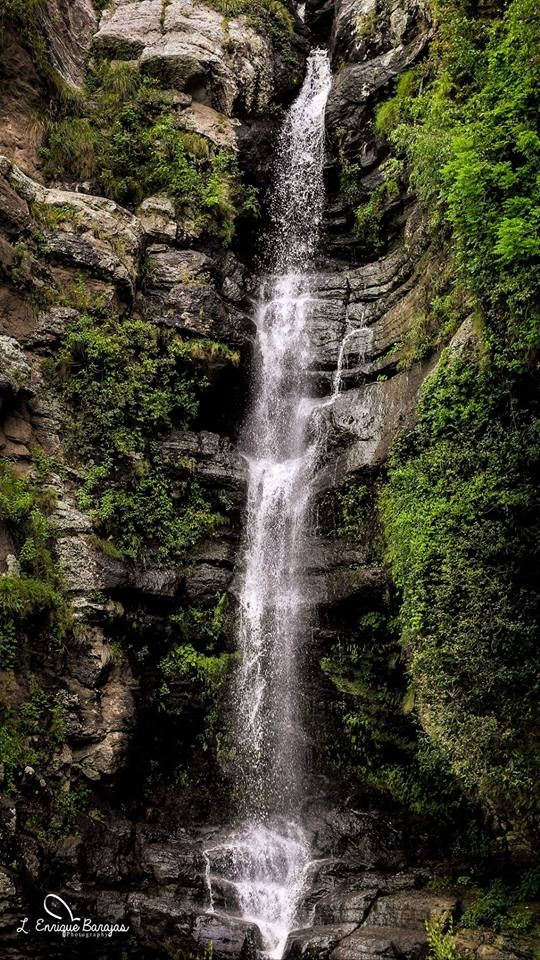
Каньон с водопадом
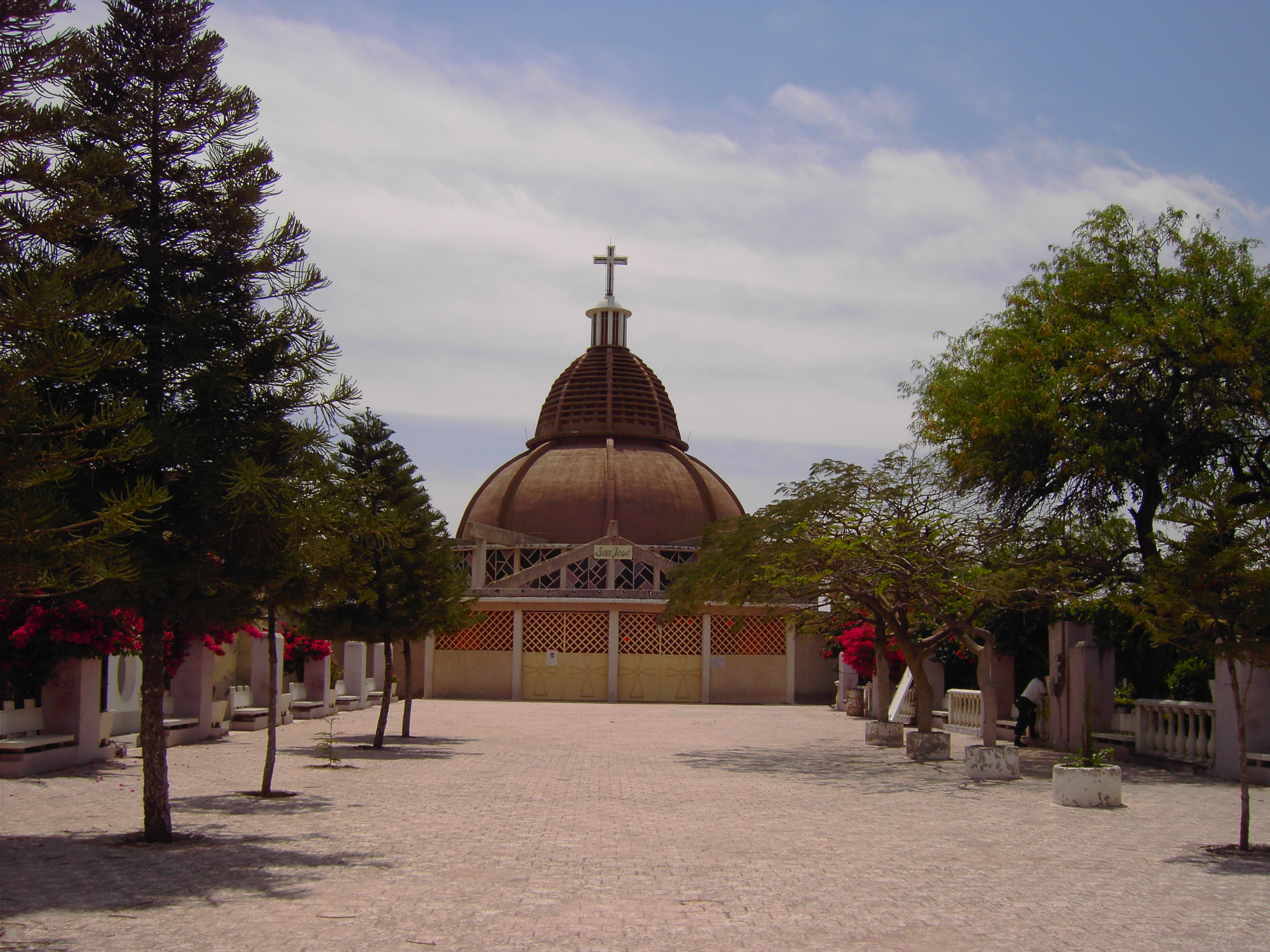
Церковь в Ла-Монкаде